# Alice Cooper's Greatest Hits
| Recensione                | Giudizio |
| ------------------------- | -------- |
| Rolling Stone Album Guide | [ 1 ]    |

Alice Cooper's Greatest Hits è un album raccolta del musicista Alice Cooper, pubblicata nel 1974.

## Tracce
1. I'm Eighteen – 2:58 (Alice Cooper, Glen Buxton, Michael Bruce, Dennis Dunaway, Neal Smith)
  - Dall'album Love It to Death
2. Is It My Body – 2:41 (Cooper, Buxton, Bruce, Dunaway, Smith)
  - Dall'album Love It to Death
3. Desperado – 3:29 (Cooper, Bruce)
  - Dall'album Killer
4. Under My Wheels – 2:46 (Bruce, Dunaway, Bob Ezrin)
  - Dall'album Killer
5. Be My Lover – 3:22 (Bruce)
  - Dall'album Killer
6. School's Out – 3:30 (Cooper, Buxton, Bruce, Dunaway, Smith)
  - Dall'album School's Out
7. Hello, Hooray – 4:18 (Rolf Kempf)
  - Dall'album Billion Dollar Babies
8. Elected – 4:08 (Cooper, Buxton, Bruce, Dunaway, Smith)
  - Dall'album Billion Dollar Babies
9. No More Mr. Nice Guy – 3:07 (Cooper, Bruce)
  - Dall'album Billion Dollar Babies
10. Billion Dollar Babies – 3:43 (Cooper, Bruce, Smith)
  - Dall'album Billion Dollar Babies
11. Teenage Lament '74 – 3:54 (Cooper, Smith)
  - Dall'album Muscle of Love
12. Muscle of Love – 3:45 (Cooper, Bruce)
  - Dall'album Muscle of Love

## Classifica
Album - Billboard 200 (Nord America)
| Anno | Classifica    | Posizione |
| ---- | ------------- | --------- |
| 1974 | Billboard 200 | 8         |